# Шевченко (кратер)
Шевченко (лат. Shevchenko) — кратер на Меркурії. Діаметр — 143 км, координати центру — 53°33′ пд. ш. 46°04′ зх. д. / 53.55° пд. ш. 46.07° зх. д. Був відкритий на знімках космічного апарата «Марінер-10», зроблених 1974 року, а згодом значно детальніше відзнятий апаратом «Мессенджер». Названий на честь українського поета Тараса Шевченка. Ця назва була затверджена Міжнародним астрономічним союзом 1976 року.
Найближчі до Шевченка найменовані кратери — Африкан Хортон за 40 км на північний схід, Рамо за 130 км на південний схід та Ханса за 150 км на південний захід. На південному сході від Шевченка тягнеться, перетинаючи кратер Рамо, уступ Діскавері.
За час існування цього кратера його дещо пошкодили нові удари. На південному заході його вал перекривають два великі кратери — 65-кілометровий та накладений на нього 40-кілометровий, а на південному сході — один 25-кілометровий. Їх околиці, як і в інших молодих кратерів, укриті яскравими викидами. На дні Шевченка південно-західніше центру є скупчення дрібних кратерів, а на південному та східному краях тягнуться ланцюжки вторинних кратерів сусіднього кратера Ханса. Вал кратера на північному сході утворює терасу шириною 10–15 км. Центральної гірки нема.

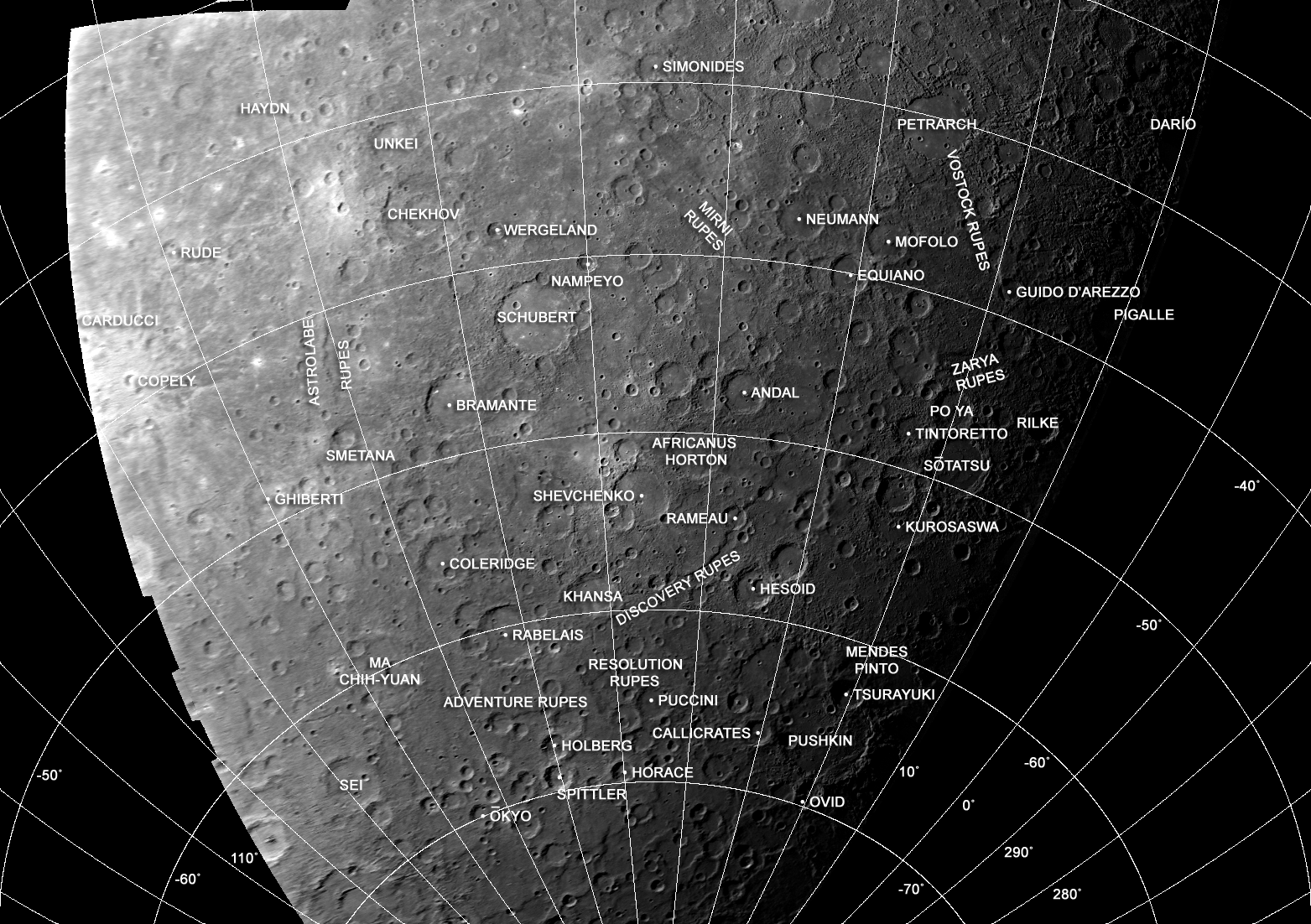
Карта на основі знімків «Марінера-10» (1974). Шевченко — в центрі.